# D.C. United
D.C. United – amerykański klub piłkarski z Waszyngtonu występujący w Major League Soccer. Czterokrotny zwycięzca MLS (1996, 1997, 1999, 2004), zdobywca Pucharu USA (1996), zdobywca Pucharu Mistrzów CONCACAF (1998) oraz Copa Interamericana (1998).
Zespół D.C. United swoje spotkania rozgrywa na waszyngtońskim stadionie im. Roberta F. Kennedy’ego. Stadion mieści 56 692 miejsc siedzących i obok widowisk sportowych odbywają się na nim również koncerty muzyczne i inne imprezy plenerowe. Jednak obecnie budowany jest na przedmieściach Waszyngtonu stadion wyłącznie piłkarski (Poplar Point Stadium), na którym w przyszłości będzie rozgrywać swoje spotkania drużyna D.C. United. Najbardziej zagorzali kibice gromadzą się w trzech głównych grupach Screaming Eagles, La Norte i La Barra Brava. Do tych grup należą przede wszystkim zamieszkująca okolice Waszyngtonu ludność napływowa z Ameryki Środkowej i Południowej.
Trenerem zespołu w latach 2004–2006 był Piotr Nowak. W latach 1996–1998 drużynę trenował Bruce Arena.

## Obecny skład
Stan na 19 stycznia 2023
| Nr | Poz. | Piłkarz              |
| -- | ---- | -------------------- |
| 1  | BR   | Tyler Miller         |
| 2  | OB   | Ruan                 |
| 3  | OB   | Derrick Williams     |
| 4  | OB   | Brendan Hines-Ike    |
| 5  | OB   | Mohanad Jeahze       |
| 6  | PO   | Russell Canouse      |
| 7  | OB   | Pedro Santos         |
| 8  | PO   | Chris Durkin         |
| 11 | NA   | Taxiarchis Fountas   |
| 14 | OB   | Andy Najar           |
| 15 | OB   | Steve Birnbaum       |
| 18 | PO   | Jeremy Garay         |
| 19 | NA   | Nigel Robertha       |
| 20 | NA   | Christian Benteke    |
| 21 | PO   | Theodore Ku-DiPietro |

| Nr | Poz. | Piłkarz           |
| -- | ---- | ----------------- |
| 22 | NA   | Miguel Berry      |
| 23 | OB   | Donovan Pines     |
| 24 | BR   | Alex Bono         |
| 25 | PO   | Jackson Hopkins   |
| 26 | NA   | Kristian Fletcher |
| 30 | OB   | Hayden Sargis     |
| 33 | OB   | Jacob Greene      |
| 43 | PO   | Mateusz Klich     |
| 44 | PO   | Victor Pálsson    |
| 45 | OB   | Matai Akinmboni   |
| 49 | PO   | Ravel Morrison    |
| 50 | BR   | Luis Zamudio      |
| 72 | OB   | Gaoussou Samaké   |
| 77 | PO   | Martín Rodríguez  |